# Joon
JOON è stata una compagnia aerea a basso costo basata nell'aeroporto di Parigi Charles de Gaulle, filiale di Air France e del gruppo Air France-KLM.

## Storia
La creazione di Joon (col nome provvisorio "Boost") fu annunciata il 3 novembre 2016. 
Il 22 dicembre 2016 la società fu iscritta nel registro delle imprese di Bobigny (RCS: 824 537 740). 
Il 20 luglio 2017 la società fu ribattezzata Joon. L'obiettivo era quello di affiancare ad Air France una compagnia low-cost, con un'immagine fresca e rivolta soprattutto ai giovani. I voli furono inaugurati il 1° dicembre ma, dopo una fase di entusiamo iniziale, il mercato non rispose alle aspettative.
A gennaio 2019, il CEO di Air France dichiarò che l'iniziativa non era più coerente con le strategie del gruppo e che la filiale sarebbe stata chiusa.
Il 26 giugno 2019 venne effettuato l'ultimo volo con il codice JN, Roma-Fiumicino - Parigi CDG.
In seguito, gli aerei della flotta furono riassorbiti in Air France, che tornò anche ad operare tutte le rotte precedentemente affidate a Joon.

## Flotta
Al momento del rientro in Air France la flotta Joon risultava composta dai seguenti aerei:
| Aerei           | In servizio | Ordini | Passeggeri | Passeggeri | Passeggeri | Passeggeri | Note                     |
| Aerei           | In servizio | Ordini | C          | W          | Y          | Totale     | Note                     |
| --------------- | ----------- | ------ | ---------- | ---------- | ---------- | ---------- | ------------------------ |
| Airbus A320-200 | 7           | —      | —          | —          | 174        | 174        | Trasferiti ad Air France |
| Airbus A321-200 | 4           | —      | 16         | —          | 188        | 204        | Trasferiti ad Air France |
| Airbus A340-300 | 5           | —      | 30         | 21         | 227        | 278        | Trasferiti ad Air France |
| Totale          | 16          | —      |            |            |            |            |                          |